# 伊上駅
伊上駅（いがみえき）は、山口県長門市油谷伊上字西前にある、西日本旅客鉄道（JR西日本）山陰本線の駅である。

## 歴史
- 1930年（昭和5年）12月7日：鉄道省美禰線（現・山陰本線）長門古市駅 - 阿川駅間延伸時に開設[1]。客貨取扱開始[1]。
- 1933年（昭和8年）2月24日：当駅を含む美禰線一部区間が山陰本線に編入、同線所属駅となる。
- 1961年（昭和36年）8月1日：貨物取扱廃止[1]。
- 1971年（昭和46年）12月20日：業務委託駅から無人駅化[2][3][4]。荷物扱い廃止[5]。
- 1987年（昭和62年）4月1日：国鉄分割民営化に伴い、JR西日本の駅となる[1]。
- 2023年（令和5年）
  - 7月1日：大雨の影響で長門粟野駅 - 阿川駅間の粟野川橋梁が傾斜する[6]等の被害を受けたため、当駅を含む長門市駅 - 小串駅間で不通となる[7]。
  - 7月4日：不通区間で代行バス運行開始[8]。

## 駅構造
小串方面に向かって右側（海側）に単式ホーム1面1を有する地上駅（停留所）。棒線駅のため、小串方面行・長門市方面行双方が同一ホームに発着する。
長門鉄道部管理の無人駅。待合室を兼ねた駅舎を備える。
- 以前は無人駅化された駅舎内に喫茶店があった。[10]

## 利用状況
近年の1日平均乗車人員の推移は以下の通り。
| 乗車人員推移 | 乗車人員推移 |
| 年度         | 1日平均人数  |
| ------------ | ------------ |
| 1999         | 39           |
| 2000         | 32           |
| 2001         | 38           |
| 2002         | 37           |
| 2003         | 37           |
| 2004         | 36           |
| 2005         | 36           |
| 2006         | 33           |
| 2007         | 29           |
| 2008         | 25           |
| 2009         | 25           |
| 2010         | 24           |
| 2011         | 22           |
| 2012         | 19           |
| 2013         | 17           |
| 2014         | 14           |
| 2015         | 13           |
| 2016         | 10           |
| 2017         | 8            |
| 2018         | 7            |
| 2019         | 9            |
| 2020         | 7            |
| 2021         | 9            |
| 2022         | 10           |

## 駅周辺
駅のすぐ前を国道191号が通っており、駅付近は山陰本線と並走する。
- 伊上郵便局
- 長門市立伊上小学校
- 油谷湾
- 伊上海浜公園
  - YYビーチ350
  - オートキャンプ場
- 国道191号
- 山口県油谷青少年自然の家

## 隣の駅
西日本旅客鉄道（JR西日本）
■山陰本線
人丸駅 - 伊上駅 - 長門粟野駅